# 新摩尔式建筑

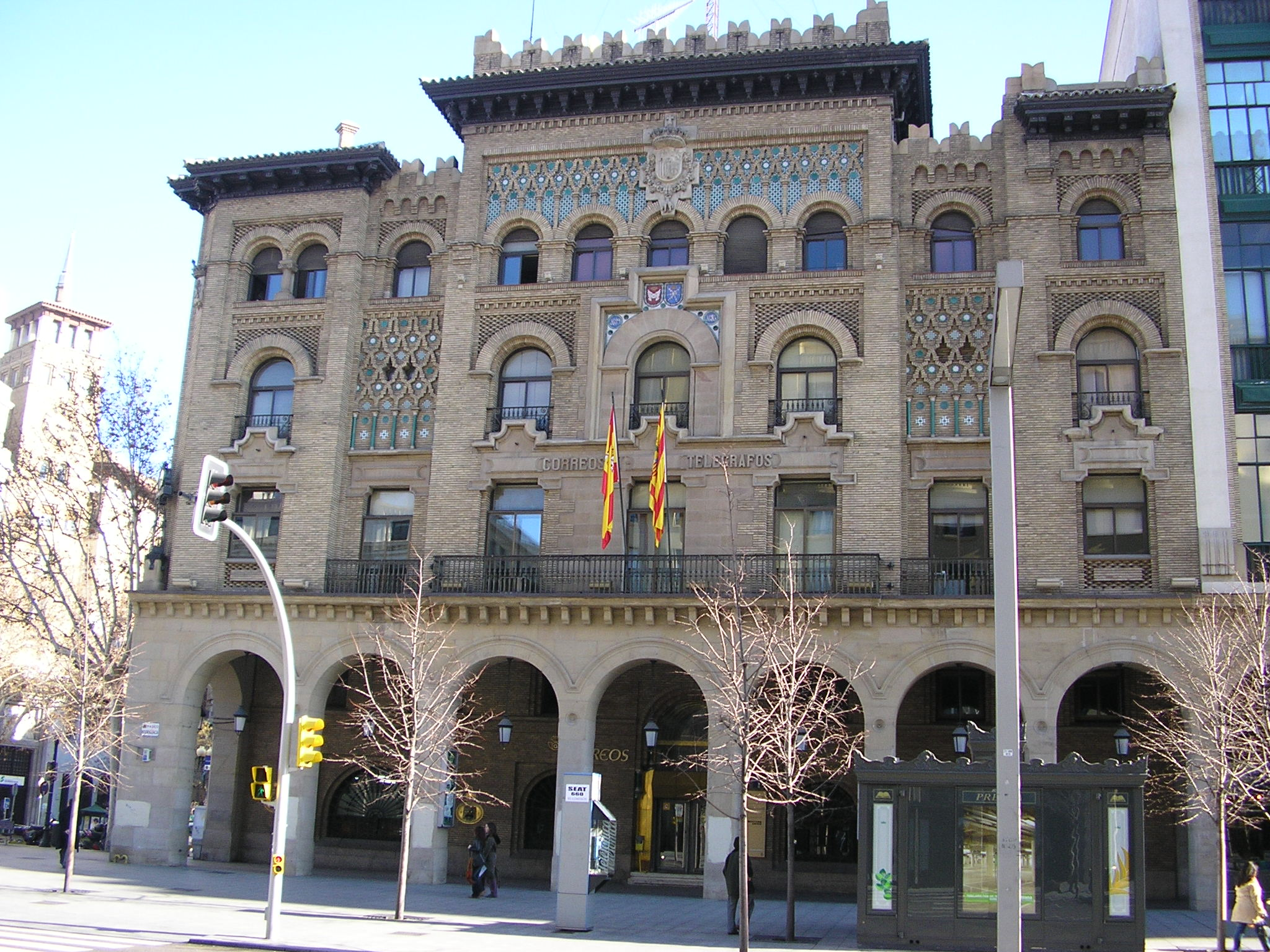
萨拉戈萨的一间邮政局（科莱奥斯）

新穆德哈尔建筑是摩尔复兴建筑的一种，风行于伊比利半岛，少见于伊比利亚美洲。此建筑风格于19世纪末和20世纪初开始出现在马德里和巴塞罗那，随后引起了风潮，并迅速蔓延到西班牙和葡萄牙的其他地区。新穆德哈尔建筑展现了穆德哈尔风格的复兴，将传统穆德哈尔风格的元素（如马蹄形拱门、阿拉伯式藤蔓花纹瓷砖、抽象形状的砖饰等）应用于现代建筑的立面。

## 历史

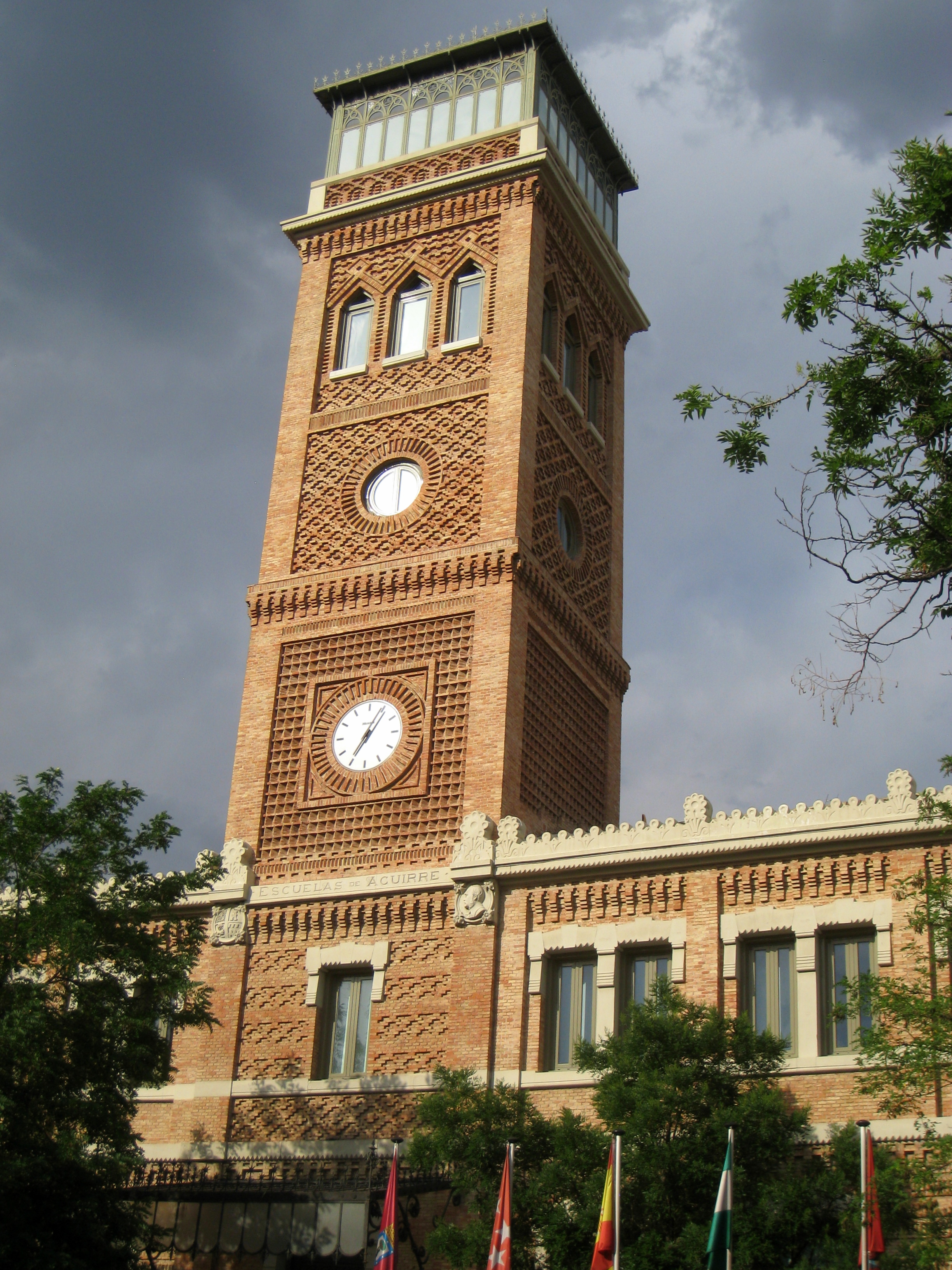
阿吉雷学院（现名阿拉伯之家）

新穆德哈尔建筑的首例是罗德里格斯·阿尤索（Rodríguez Ayuso）设计的阿吉雷学院、马德里托罗斯广场（1874年建造，现已拆除），以及出自高迪之手的维森斯之家。随后，此风格成为西班牙、葡萄牙和西班牙语美洲建造斗牛场时的首选风格。
新穆德哈尔风格于马德里占有一席之地，从公共建筑到住宅都可以发现它的存在。在新建的住宅社区中，主要流行使用较廉价的建材，如砖外墙，来体现这种风格。
新穆德哈尔风格经常与新哥特式风格相结合，如弗朗西斯科·德·库巴斯、安东尼奥·玛丽亚·雷普莱斯·巴尔加斯和弗朗西斯科·亚雷尼奥等建筑师的作品。1929年，在塞维利亚举行了伊比利亚美洲博览会之后，出现了另一种新穆德哈尔风格，称为安达卢西亚建筑地域主义，将传统的安达卢西亚建筑与穆德哈尔特征相结合。塞维利亚的西班牙广场和马德里的阿贝赛报总部是这种新风格的例子，

## 值得注意的新穆德哈尔建筑
- 法雅大剧院（Gran Teatro Falla），位於加的斯
- 拉斯班塔斯鬥牛場，位於馬德里
- 馬德里聖十字教堂（西班牙语：Iglesia de la Santa Cruz (Madrid)）（Church of Santa Cruz），位於馬德里
- Church of La Paloma，位於馬德里
- Water tower (now exhibition space) Torre de Canal Isabel II，位於馬德里
- Escuelas Aguirre，位於馬德里
- 托雷多車站（英语：Toledo railway station）
- 薩拉戈薩郵局
- Campo Pequeno bullring ，位於葡萄牙里斯本, inspired in Madrid Bullring by Rodríguez Ayuso.
- Palacio de Orleans-Borbón[4]

## 画廊

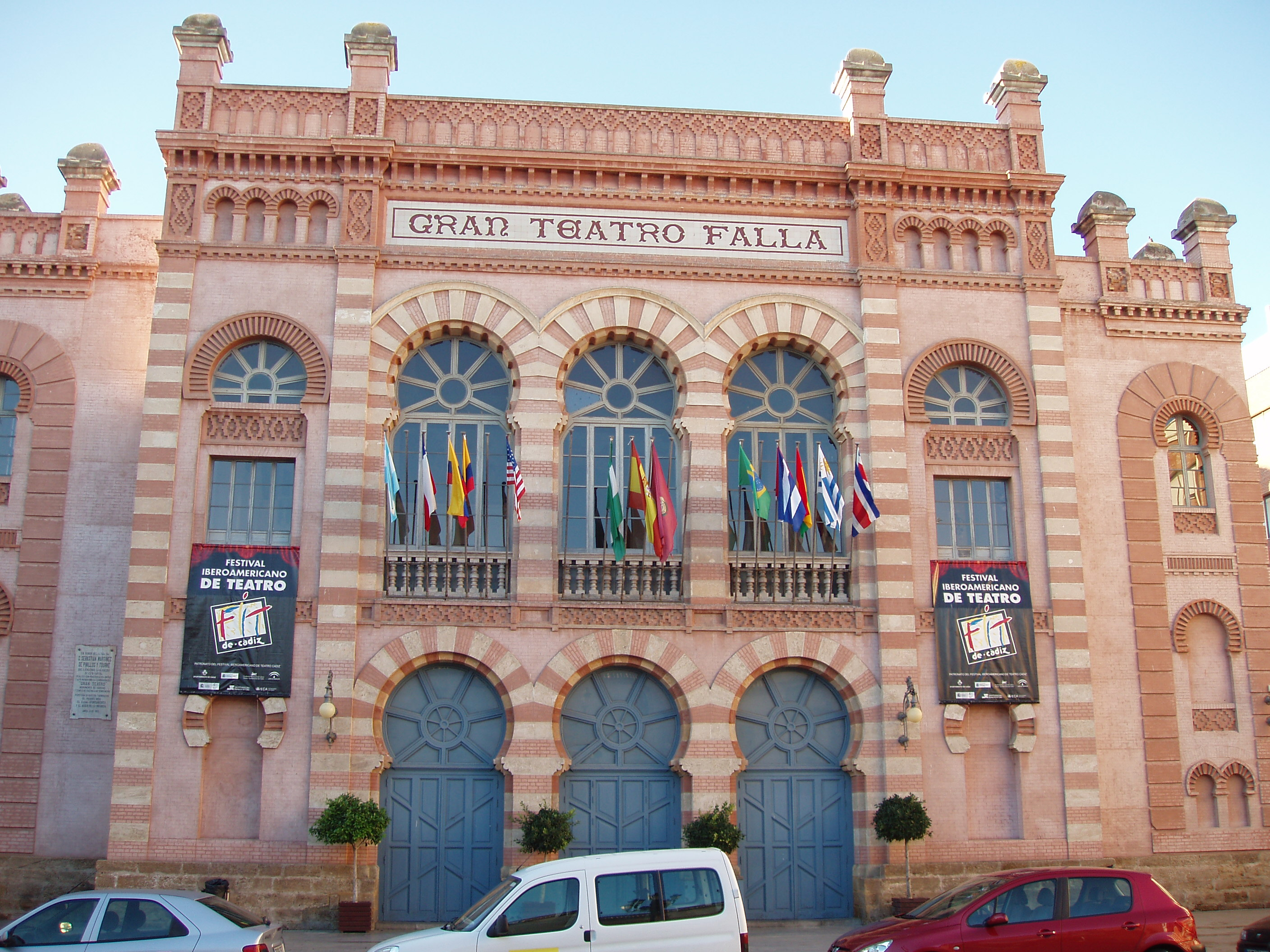
Gran Teatro Falla of Cádiz, 1884
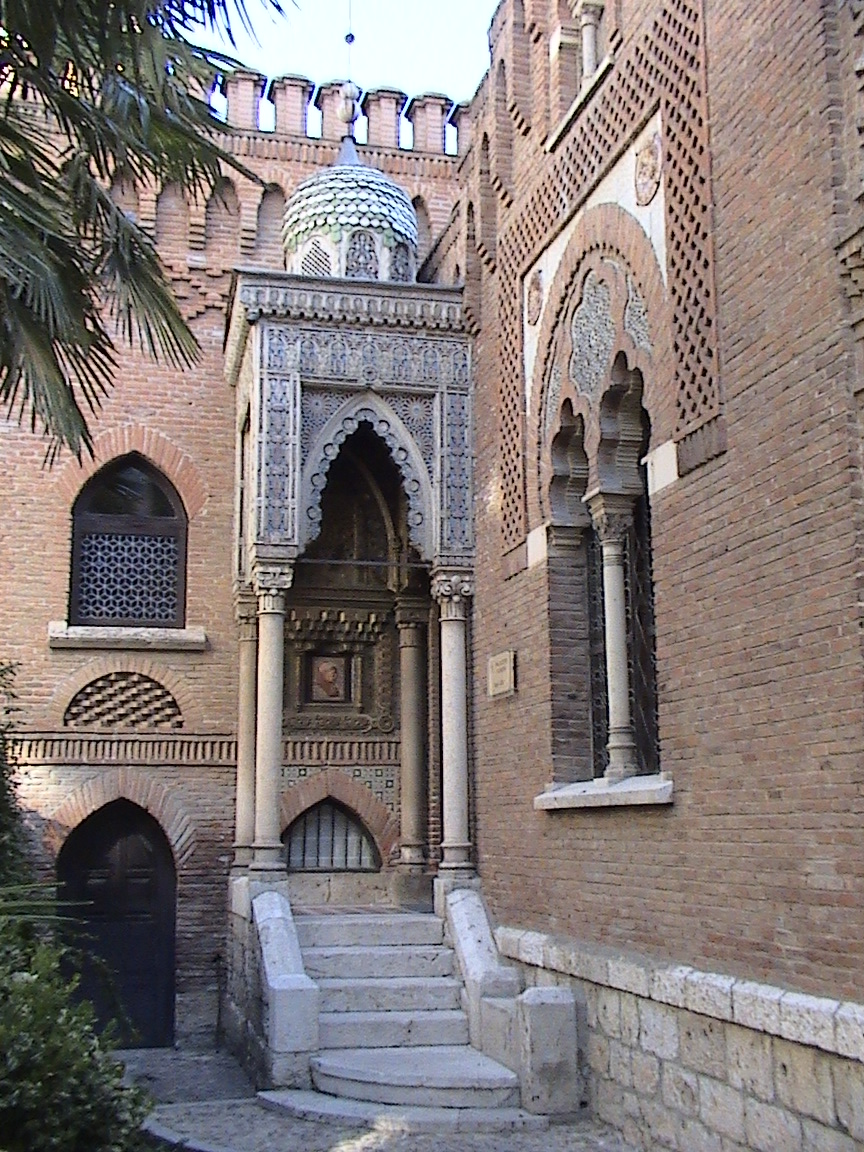
Palacio Laredo in Alcalá de Henares, 1884
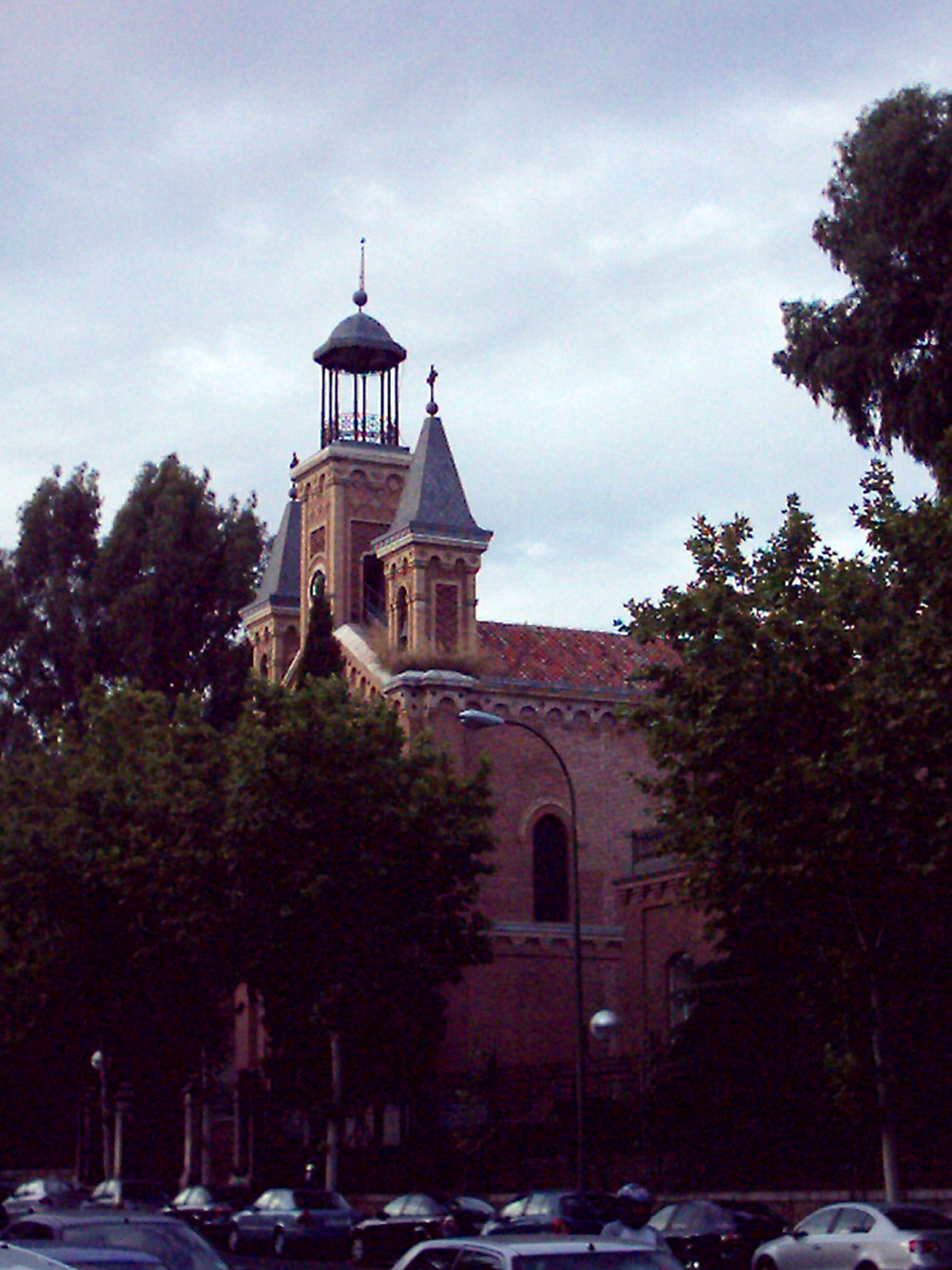
Church of Niño Jesús in Madrid, by Francisco Jareño, 1885
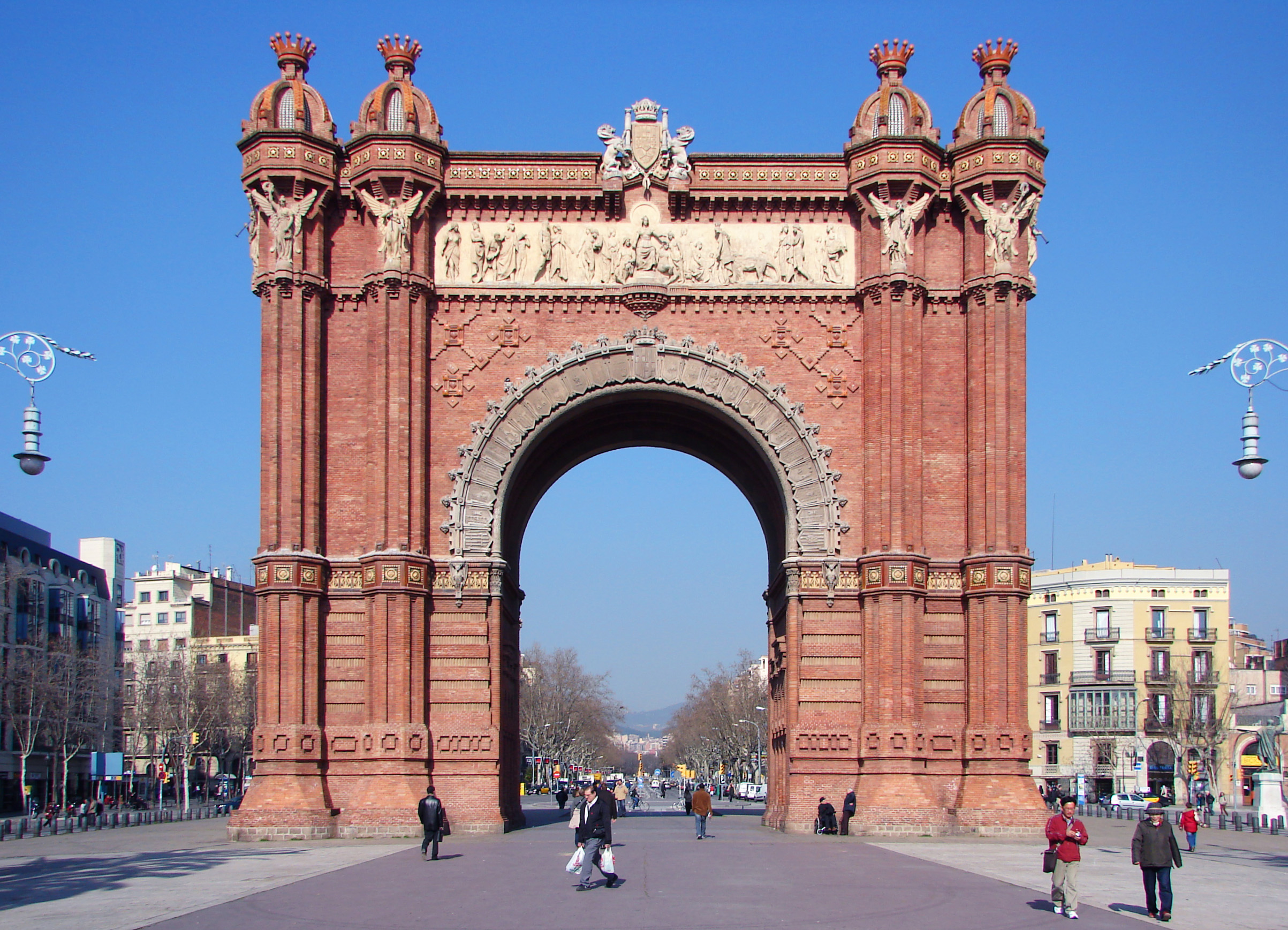
Arc de Triomf, Barcelona, 1888
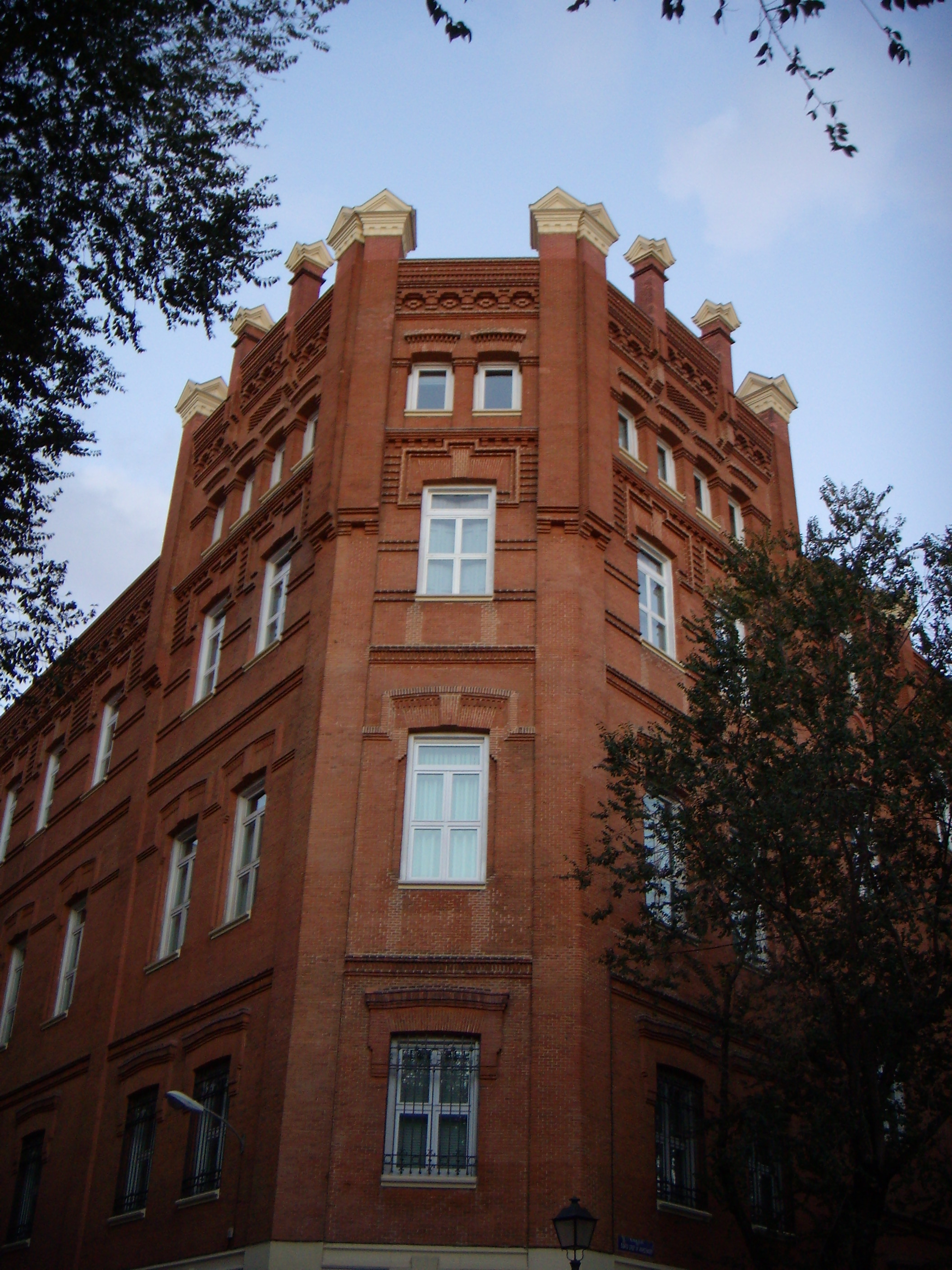
Comillas Pontifical University building in Madrid
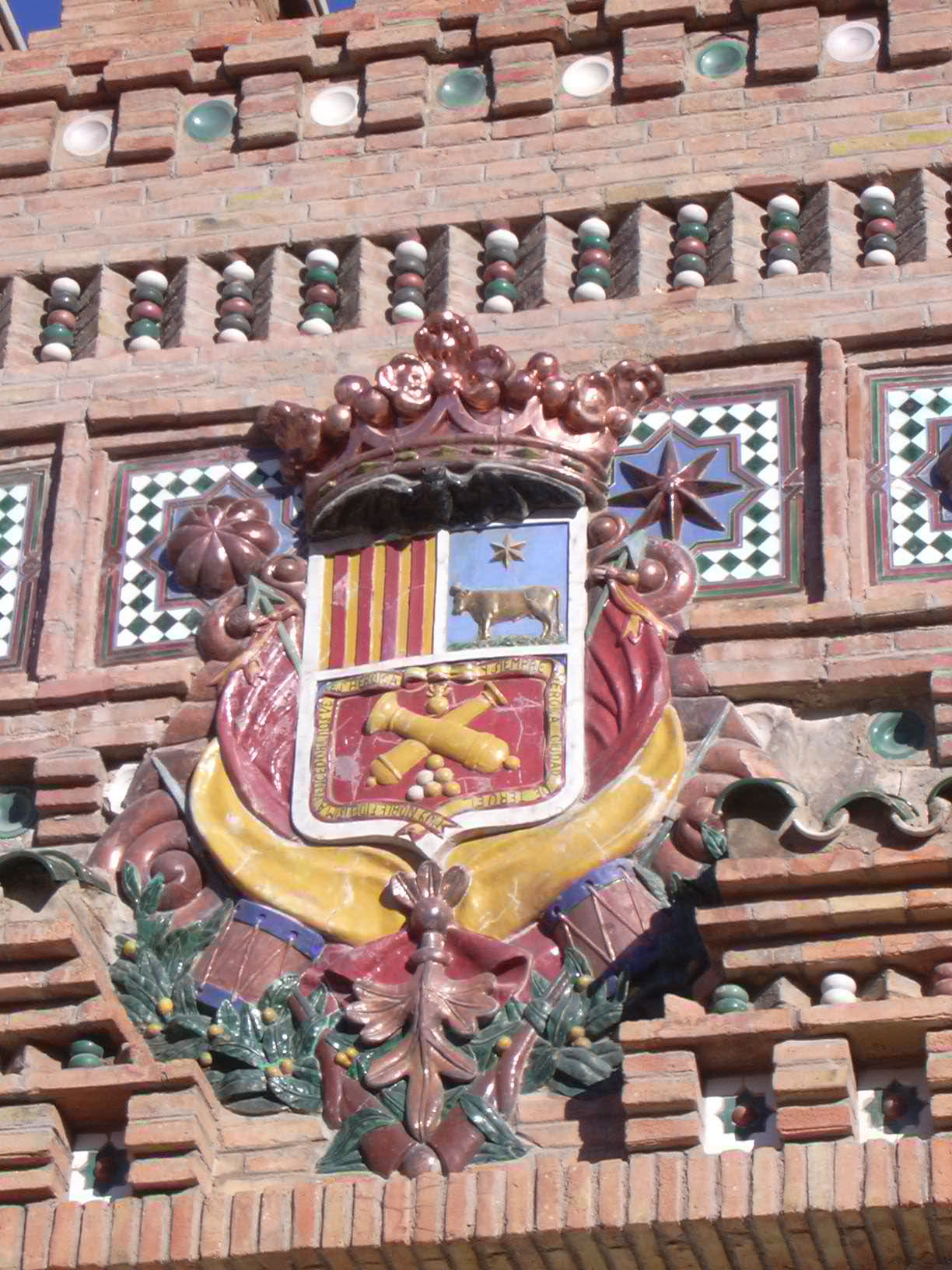
Detail of brick work and coat of arms in Teruel
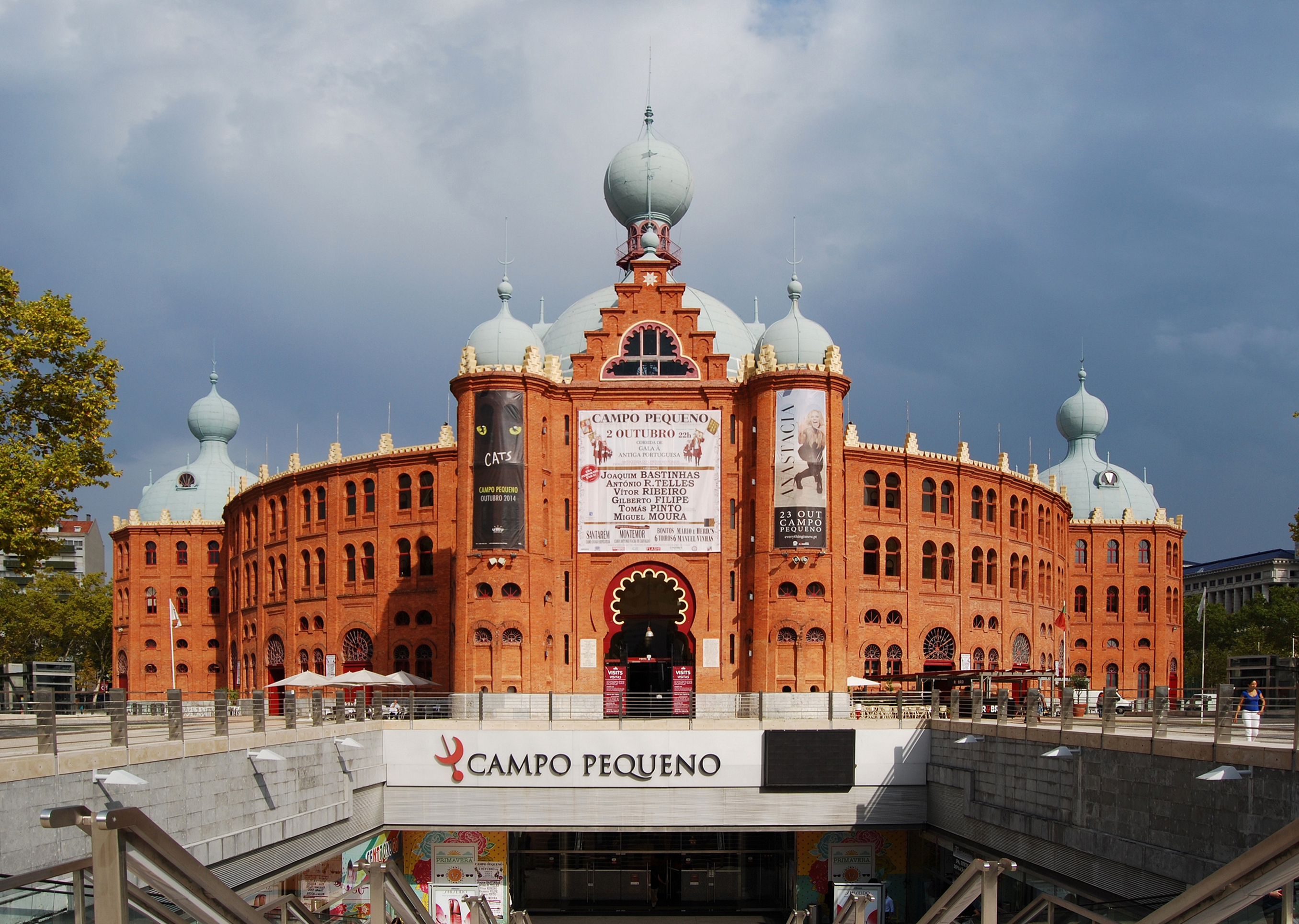
Campo Pequeno bullring in Lisbon (Portugal), 1892
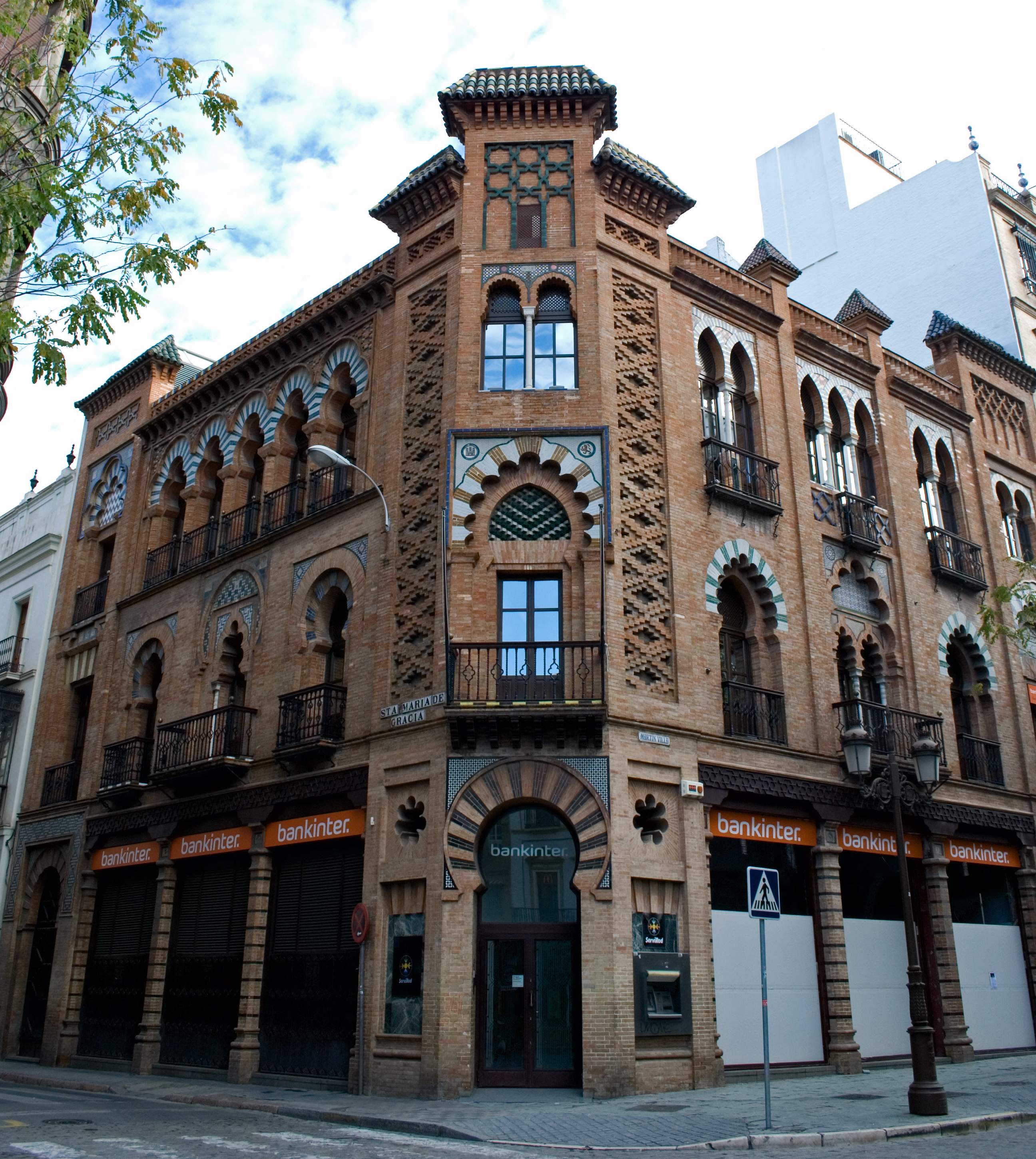
Neo-Mudéjar building in Seville, 1909
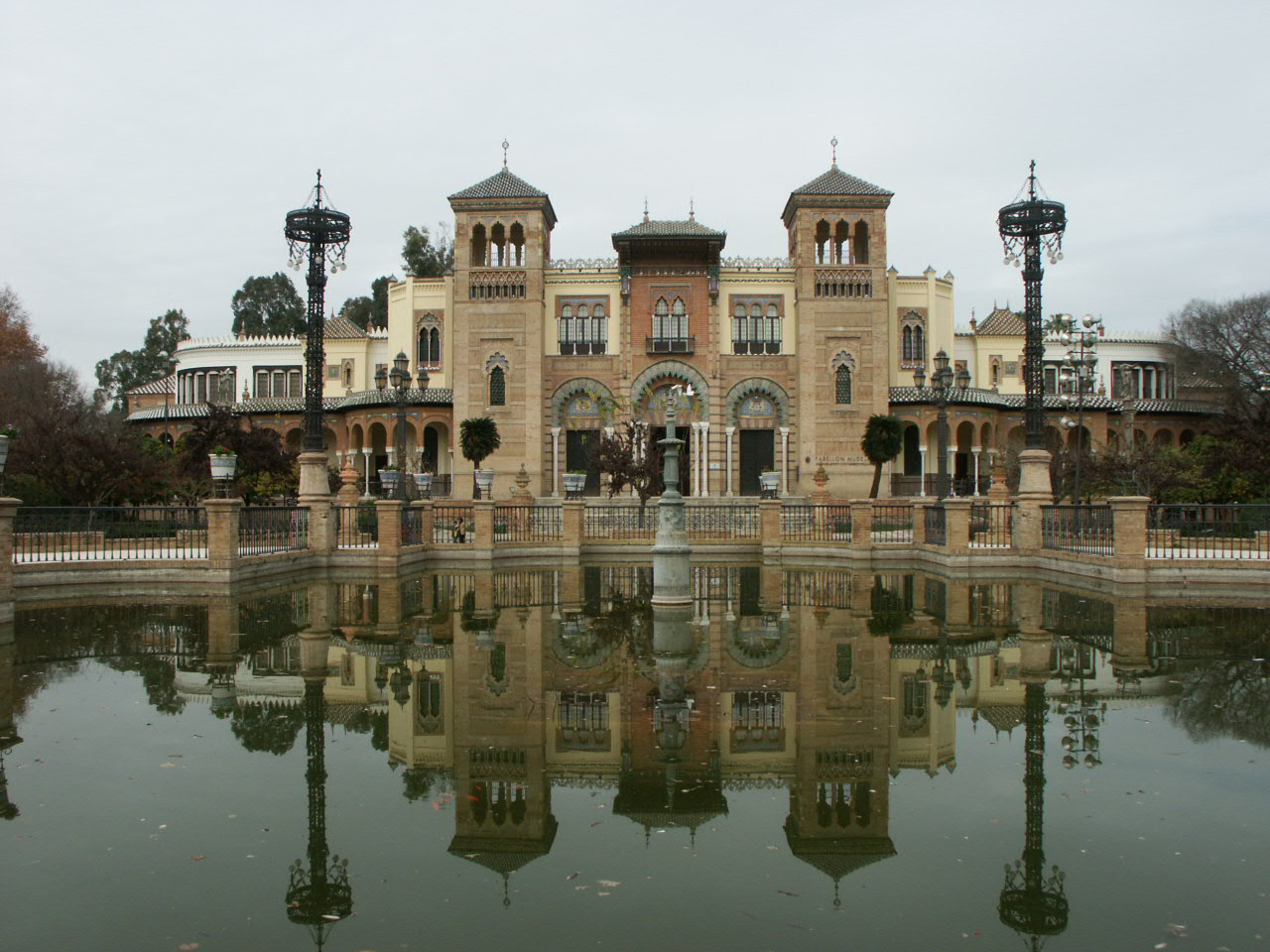
Mudéjar Pavilion, Museum of Arts and Traditions, Seville, 1914
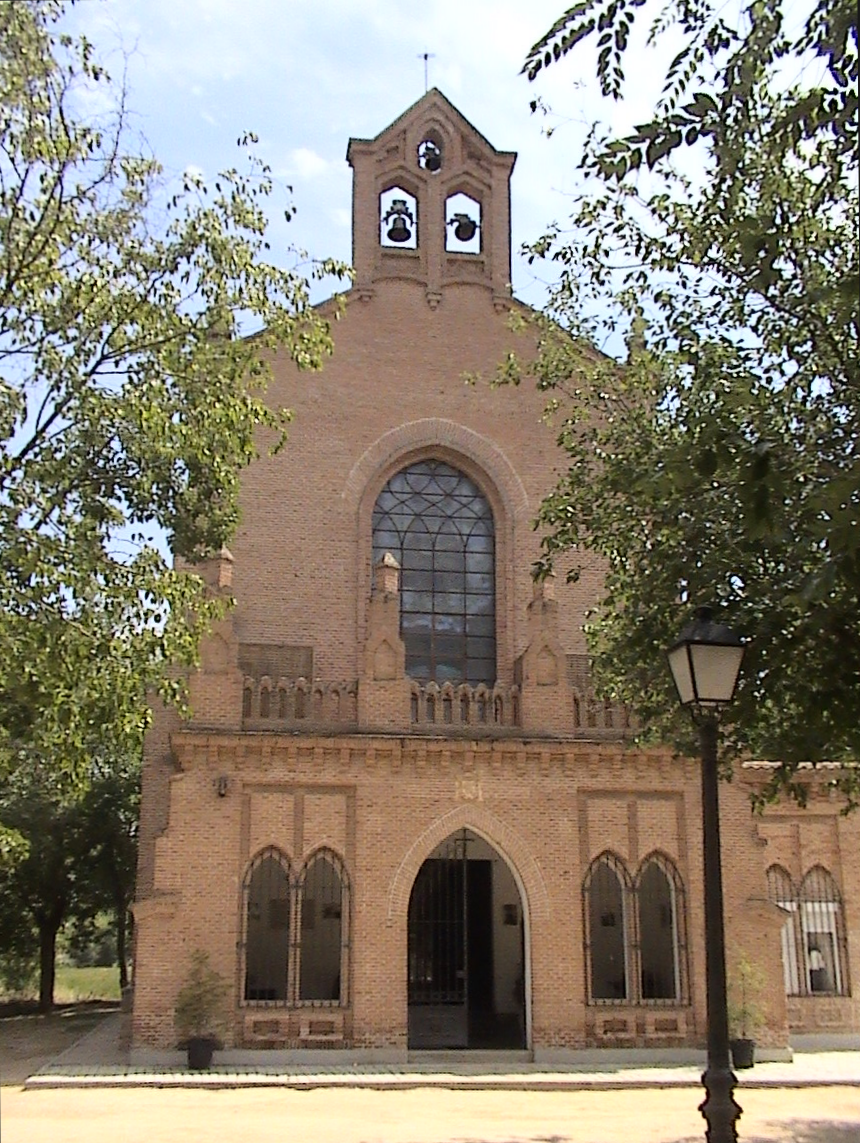
Ermita de la Virgen del Val in Alcalá de Henares, 1926
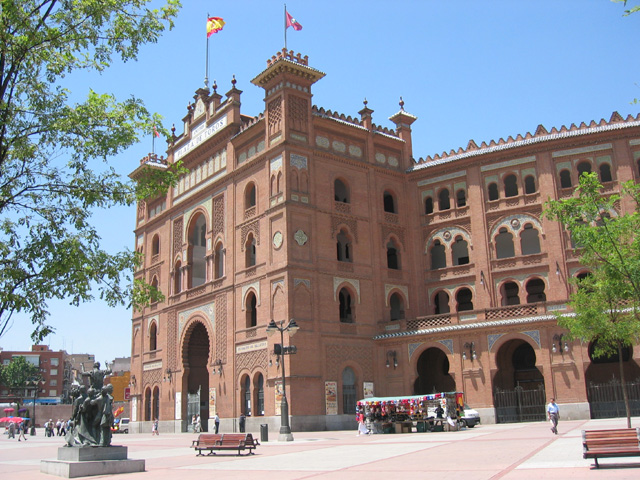
Las Ventas Bullring, Madrid, 1929
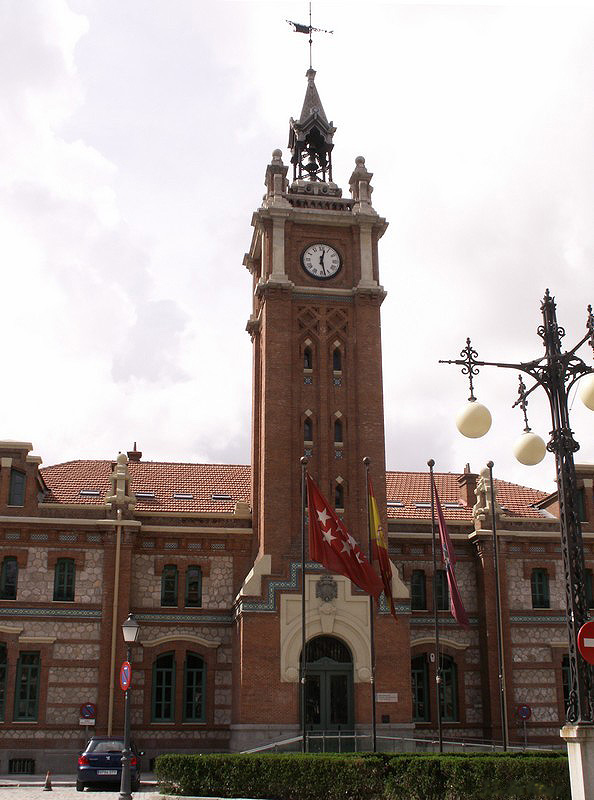
Casa del Reloj, Arganzuela, Madrid, 1933

## 外链
- ARQUITECTURA DEL SIGLO XIX. (ISBN 84-9714-009-5) by Inmaculada Rodríguez Cunill （页面存档备份，存于）

Template:Architecture of Spain
Template:Revivals